# Milena Gimón
Milena Gimón Peralto (Caracas, 17 de junio de 1980) es una periodista deportiva venezolana. Actualmente trabajando para DirecTV Latinoamérica. Sus padres: Kareem Peralto y Cristóbal Gimón. Fue jugadora de fútbol del club UCAB Spirit de la liga de fútbol femenino de Venezuela. 
Participa como panelista del programa Fútbol Total emitido por el canal 610 de DirecTV junto a periodistas como Pablo Giralt, Álex Candal, Samuel Vargas, Juan Furlanich, entre otros...

## Inicios como periodista
Empezó a trabajar desde la Universidad Católica Andrés Bello, desempeñándose en el área de marketing deportivo. De la universidad pasó a la radio con el programa La Caimanera durante tres años, tiempo en el que pudo cubrir la Copa Mundial de Fútbol de 2006 en Alemania. Luego se sumó al equipo periodístico de DirecTV en donde trabaja actualmente en televisión en programas como Fútbol Total y Central Deportivo.
En 2009 entregó el Balón de Oro del fútbol peruano.

## Carrera como deportista
Su pasión por el fútbol la tuvo desde pequeña, pero no fue hasta que ingresó a la universidad donde encontró el espacio apropiado para practicar deporte. 
Se unió al equipo de Kickingball con el equipo de los Criollitos de Venezuela donde participó siete años y llegó a la categoría más alta de esa clasificación. También practicó tenis, el cual abandonó por falta de tiempo.
Jugó los nacionales universitarios con el equipo de fútbol de la UCAB en donde se destacó ampliamente.
Condujo al UCAB Spirit al subcampeonato del torneo Apertura 2006. Convirtió el único gol de su equipo en la final del torneo contra el Estudiantes de Mérida en el partido de vuelta como visitante. Anotó de penal a los 36 minutos del primer tiempo para marcar el empate transitorio. El resultado final fue 4-1 para los locales que se adjudicaron el torneo por un global de 5-1.
En el Clausura 2006 volvió a llegar a la final donde esta vez ganó 2 a 0 frente al Estudiantes de Guárico.
Tres días después, se disputó el partido final por el campeonato frente al ganador del Apertura 2006 Estudiantes de Mérida. Esta vez la victoria sería para el equipo de Milena que se impuso 5 a 1 donde Milena anotó el cuarto gol (penal) de su equipo, coronándose campeonas de la temporada por un marcador global de 7-1.
Participó del equipo de selección nacional de mayores de su país en las eliminatorias sudamericanas de 2003, donde jugó dos partidos ambos finalizados con derrotas frente a Colombia por 8 goles y contra Ecuador por 2 goles.
En junio de 2005 estableció un récord de goles en un solo partido marcando 7 goles. Aquel día el Spirit venció por 15 goles a Deportivo Ávila. Partido disputado en el estadio Arnaldo Arocha de los Teques.